# عشب الحبل
عشب الحبل أو العشب الحبلي أو باختصار إسبارتينا (الاسم العلمي: Spartina)، هو جنس من النباتات يتبع فصيلة النجيلية ضمن رتبة القبئيات. تُعتبر نباتات ملحية التي تتواجد بكثرة في المستنقعات الملحية. تنتشر في سواحل المحيط الأطلسي في غرب وجنوب أوروبا وشمال غرب وجنوب أفريقيا والأمريكتين وجزر المحيط الأطلسي الجنوبي. ويتراوح طولها ما بين 0.3 إلى 2 متر.

## الأنواع
هذه بعض أنواع عشب الحبل :
- عشب الحبل الناعم (الاسم العلمي: Spartina alterniflora)
- عشب الحبل الشائع (الاسم العلمي: Spartina anglica)
- عشب الحبل الرملي (الاسم العلمي: Spartina bakeri)
- عشب الحبل القصير (الاسم العلمي: Spartina caespitosa)
- عشب الحبل الكبير (الاسم العلمي: Spartina cynosuroides)
- عشب الحبل كثيف الأزهار (الاسم العلمي: Spartina densiflora)
- عشب الحبل القلوي (الاسم العلمي: Spartina gracilis)
- عشب الحبل الصغير (الاسم العلمي: Spartina maritima)
- عشب الحبل طويل السنابل (الاسم العلمي: Spartina longispica)
- عشب الحبل المرج المالح (الاسم العلمي: Spartina patens)
- عشب الحبل الكاليفورني (الاسم العلمي: Spartina foliosa)
- عشب الحبل البراري (الاسم العلمي: Spartina pectinata)
- عشب الحبل الخليجي (الاسم العلمي: Spartina spartinae)
- عشب الحبل التاوسندي (الاسم العلمي: Spartina townsendii)
- عشب الحبل المبرقش (الاسم العلمي: Spartina versicolor)
- عشب الحبل المهدب (الاسم العلمي: Spartina ciliata)
- عشب الحبل المحيط الهندي (الاسم العلمي: Spartina arundinacea)